# Znak města Prachatic
Znak Prachatic,  českého města v okrese Prachatice v Jihočeském kraji, je tvořen červeným štít, na kterém je stříbrný dvouocasý lev bez koruny, ve skoku doprava obrácený, a nad ním stříbrné zkřížené klíče zuby nahoru a ven obrácené.
Zkřížené vyšehradské klíče symbolizují Vyšehradskou kapitulu, která byla v počátcích existence vrchností Prachatic. Znak vyšehradské kapituly má dva klíče, ale jiné, než znak Prachatic. Stříbrný český lev se ve znaku objevil v roce 1493, kdy císař Fridrich III. Habsburský prachatický znak touto heraldickou figurou polepšil.
Znak není uveden v Registru komunálních symbolů. Tam je uvedena pouze prachatická vlajka.

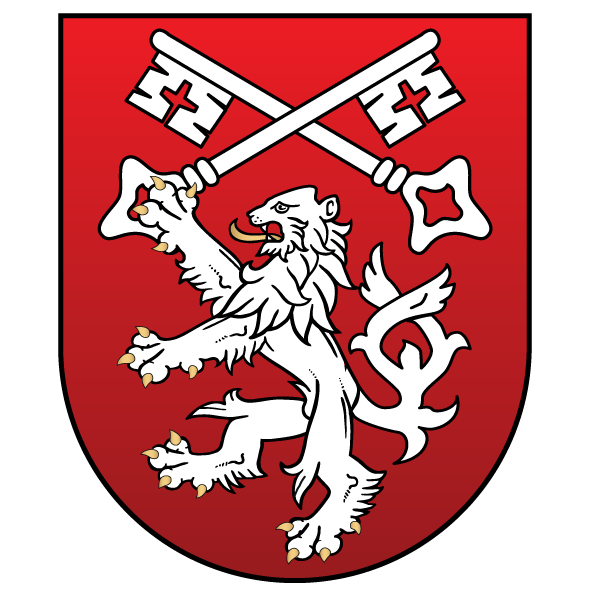
Varianta městského znaku
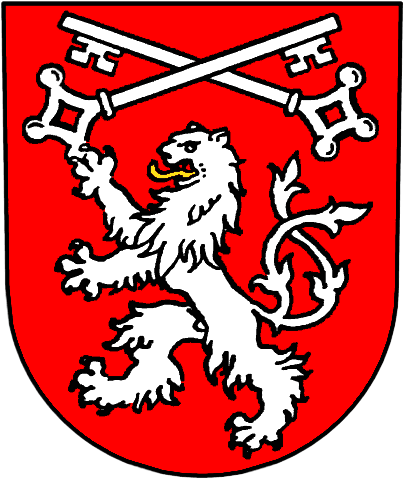
Varianta městského znaku

## Historie

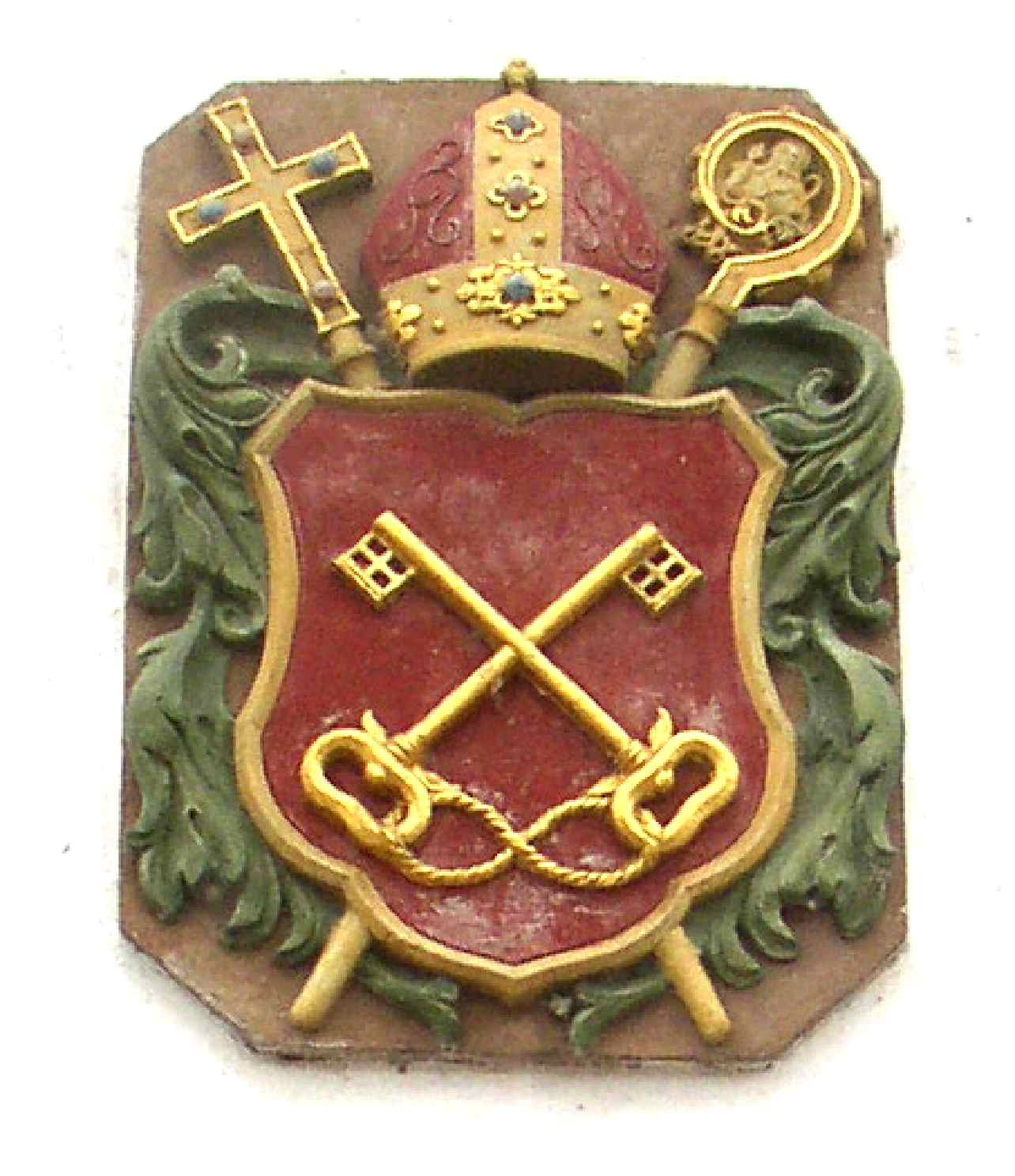
Znak Královské kolegiátní kapituly sv. Petra a Pavla na Vyšehradě

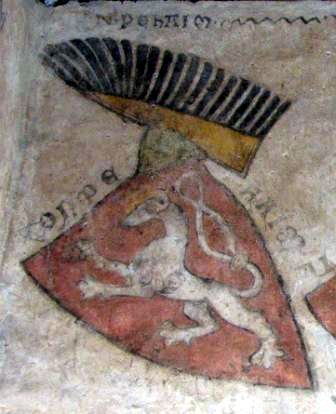
První známé barevné vyobrazení českého lva (nástěnná freska Gozzova paláce v Kremži, 70. léta 13. století)

Prachatický městský znak prošel za staletí složitým vývojem. První podoby městského znaku jsou na městských pečetích z konce 14. století a začátku 15. století.

### Městský znak na pečetidlech města
Důležitým dokladem o vývoji prachatické městské heraldiky jsou dochovaná městská pečetidla a jejich otisky.
- Nejstarší zachovaná pečeť znázorňuje obraz sv. Petra podle zasvěcení vyšehradského chrámu. Vyšehradská kapitula byla totiž vrchností města Prachatic.
- Pečeť z roku 1412 nese obraz svatého Jakuba podle zasvěcení prachatického kostela svatého Jakuba Většího mezi dvěma znaky, a to vyšehradské kapituly a královského lva.
- Třetí gotická pečeť snad z první poloviny 15. věku má na štítě hradební zeď s branou a dvěma věžemi, mezi nimiž byl štítek se zkříženými vyšehradskými klíči. Nad štítkem jsou dvě hvězdy. Pečeť nelze přesně časově zařadit, protože je dochován pouze její otisk v Eichlerově sbírce v Archivu Národního muzea.
- V husitském období užívalo město Prachatice přechodně pečeti s obrazem kalicha, kopí a žebříku, vše ovinuté trnovou korunou, tedy pečeti podobné pečetím města Tábora. V tomto případě nešlo patrně o znak, nýbrž opět o pečetní znamení.
- V 15. století v době, kdy vrchností byli páni z Roupova[6] Prachatice začaly používat jako znak jen červený štít s bílými zkříženými klíči, které ztratily svůj původní smysl. Tak je znak popsán v privilegiu Fridricha III. z 5. července 1493, kterým císař v době vlády Jana z Roupova polepšil znak Prachatic a přidal do jejich štítu pod klíče ještě bílého českého lva ve skoku doprava s otevřenou tlamou a vyplazeným jazykem.[7] Tento znak byl používán až do 18. století. V této podobě se dochovalo vyobrazení prachatického znaku v kostele sv. Jakuba Většího (1600),[8] na soše Spravedlnosti na kašně na Velkém náměstí (1583),[9] v kartuši portálu Staré radnice s letopočtem 1571,[10] na Sitrově (Žďárských) domě,[11] na Dolní bráně.[12]
- V průběhu 18. století byl zřejmě podle starého gotického pečetidla s hradbou a věžemi obnoven tento znak na pečeti a jako znak proveden barvami: na modrém štítě je stříbrná hradební zeď s cimbuřím a otevřenou branou, se zlatou vytaženou mříží. Za hradbami vystupují dvě stříbrné věže s červenými střechami a zlatými makovicemi, každá s jedním velkým oknem. Mezi věžemi stojí červený štítek se zkříženými stříbrnými klíči. Tohoto znaku se pak obecně užívalo až do 19. století.
- V r.1881 byl však na novou radnici zasazen nový znak, provedený nepochybně malířem J.Messnerem. Je vlastně spojením obou forem znaku, má totiž tehdy užívanou podobu s branou a věžemi, na štítku jsou však klíče a pod nimi lev. Tento znak byl používán do roku 1936.

### Současná podoba znaku
Současný městský znak je užíván od roku 1936, kdy nastoupil do funkce první český starosta Otto Chadraba. Nové vedení města rozhodlo o změně městského znaku do podoby z roku 1493, v níž převládal na štítě český lev. V roce 1936 získalo použití českého lva v městském znaku aktuální smysl jako symbol vítězství českého obyvatelstva nad dosavadní německou správou města. Znak začal městský úřad užívat od podání žádosti o změnu Ministerstvo vnitra ČSR 5. března 1936. Ze strany MV ČSR nebyly námitky proti navržené změně, město bylo pouze vyzváno k dodání dokonalejší vzorové malby jako podmínky schválení. Jednání se táhlo až do roku 1938, bylo obnoveno i za okupace, ale nedovedeno do konce. Přesto byl znak se lvem a klíči užíván trvale až do současné doby. Po roce 1945 byl tento znak vnímán jako symbol vítězství českého lidu.

## Užití znaku
Znak je v současné době používán jako městský symbol na prezentacích města (oficiální web města, naučné stezky prospekty pro turisty apod.), v úředním styku a při pořádání společenských, kulturních a sportovních akcí v Prachaticích a na akcích, na kterými přebírá starosta Prachatic záštitu. V souladu s § 34a odst. 3 zákona č. 128/2000 Sb., zákon o obcích (obecní zřízení), ve znění pozdějších předpisů mohou jiné subjekty užívat znak obce jen se souhlasem Městské rady v Prachaticích. Znak Prachatic je umístěn na tabulích s názvy prachatických ulic. V rámci regenerace Městské památková rezervace je reliéf znaku umisťován na poklopy uličních vpustí vodovodů a kanalizace.

## Mestský znak na budovách a v ulicích
Vývoj Prachatického znaku a jeho reprezentační využití od 16. století do současnosti lze sledovat na historických budovách a jejich malířské výzdobě:
- Kostel svatého Jakuba Většího[8][22]
- Kašna na Velkém náměstí[9][23]
- Stará radnice[10][24]
- Sitrův dům[25]
- Nová radnice[26]
- Dolní brána[12][27]

### Mestský znak na budovách

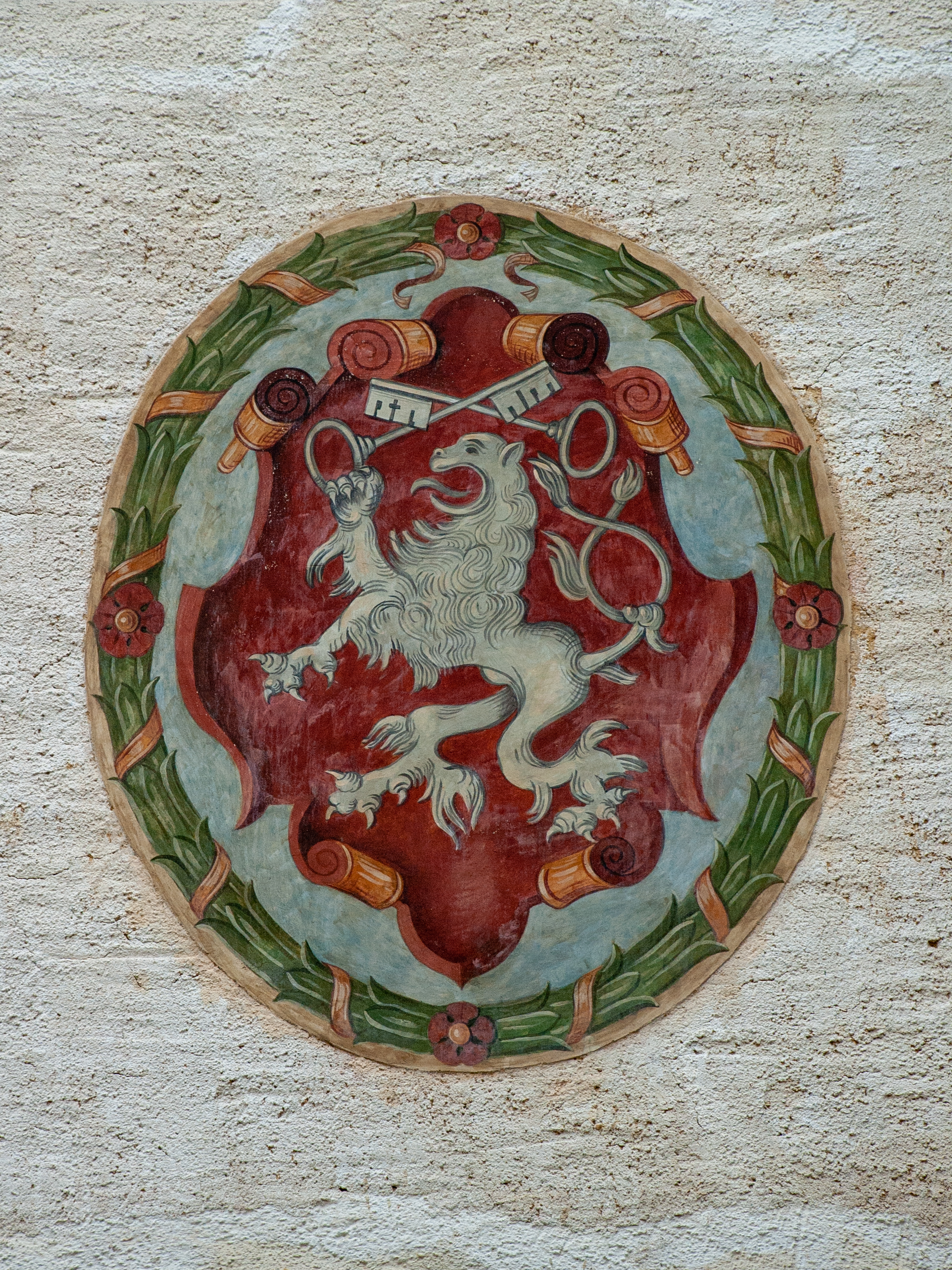
Mestský znak na Dolní Bráně
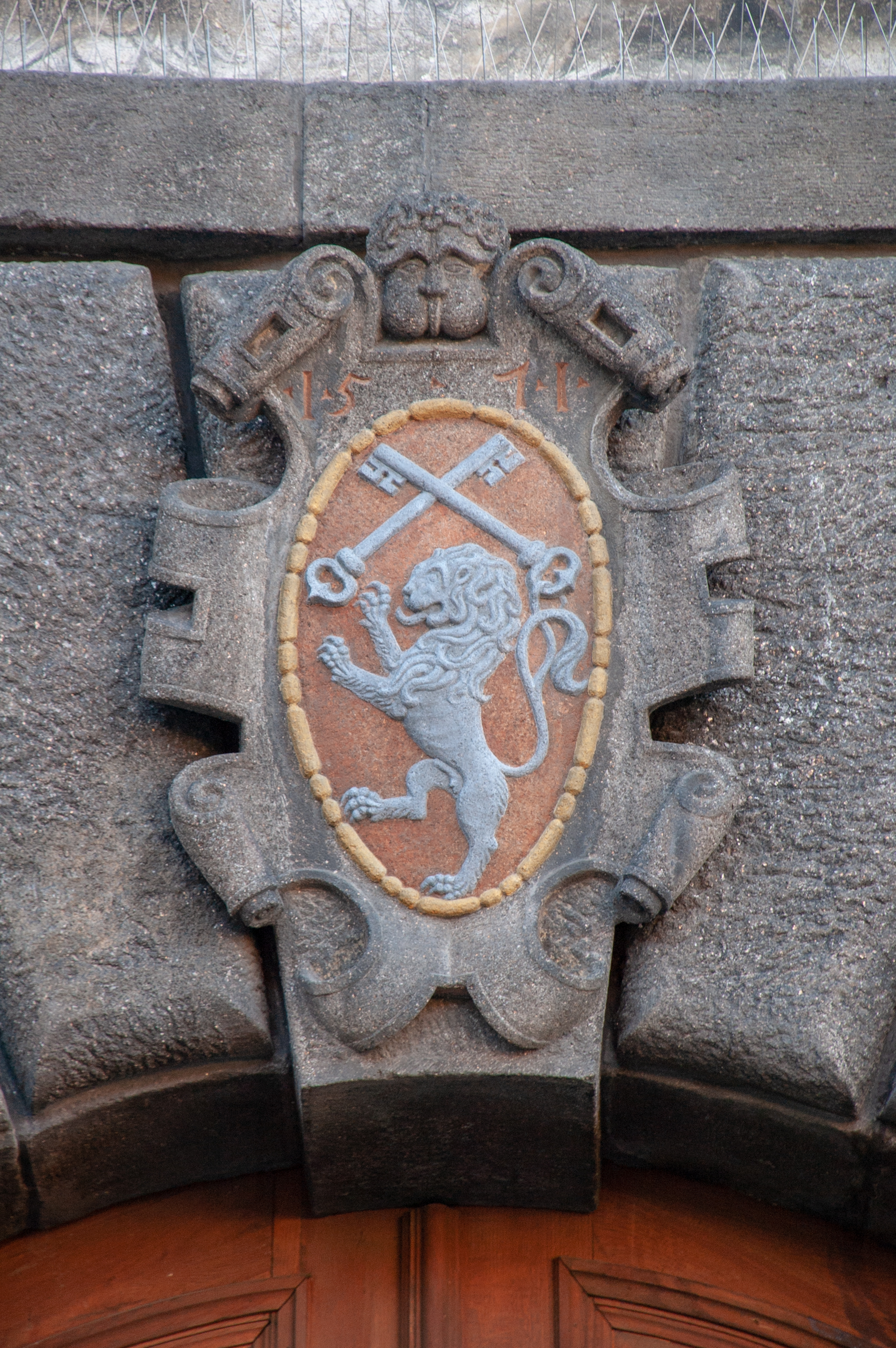
Mestský znak na budově Staré radnice
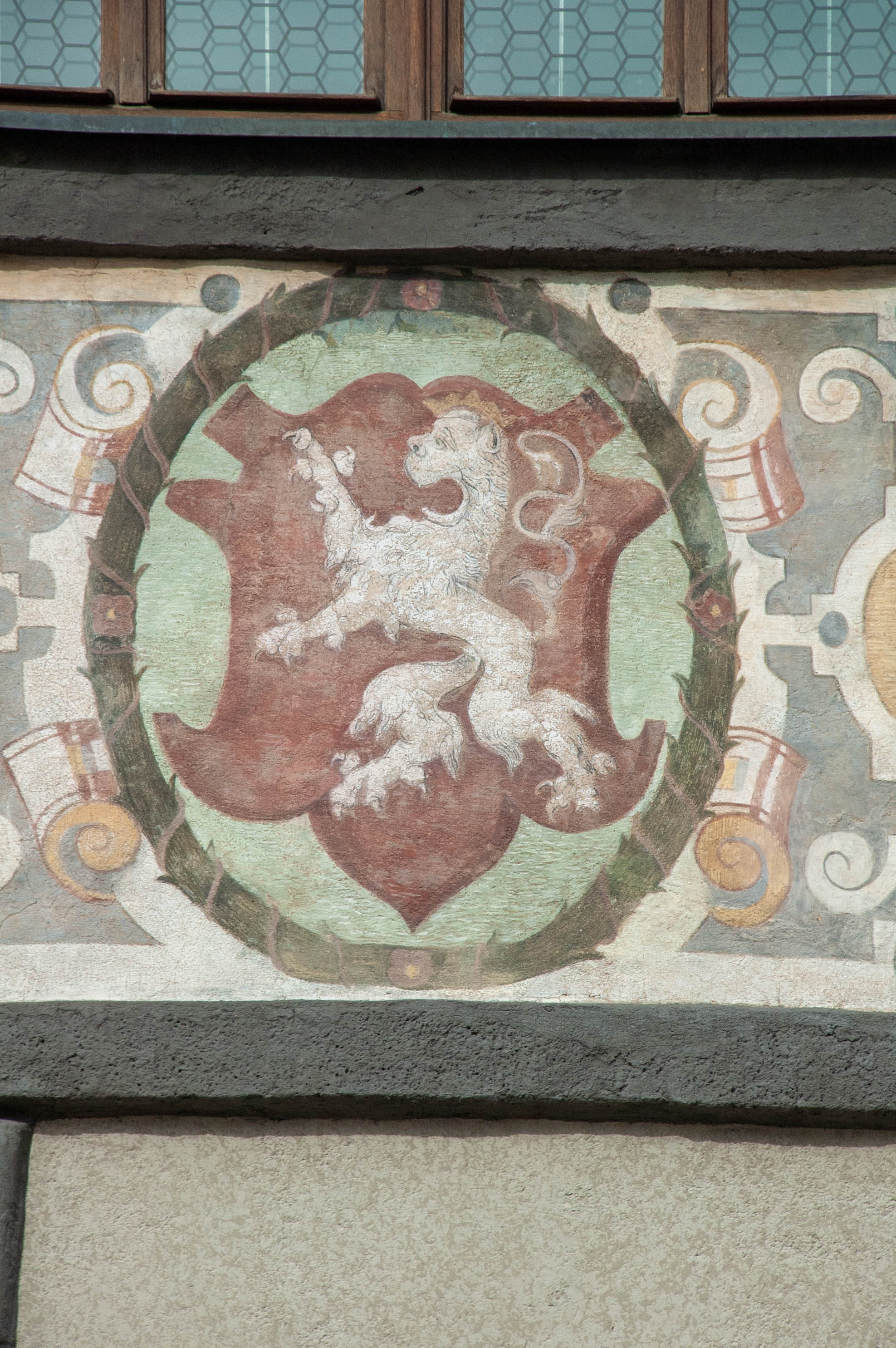
Mestský znak – Sitrův dům

### Mestský znak na dalších objektech

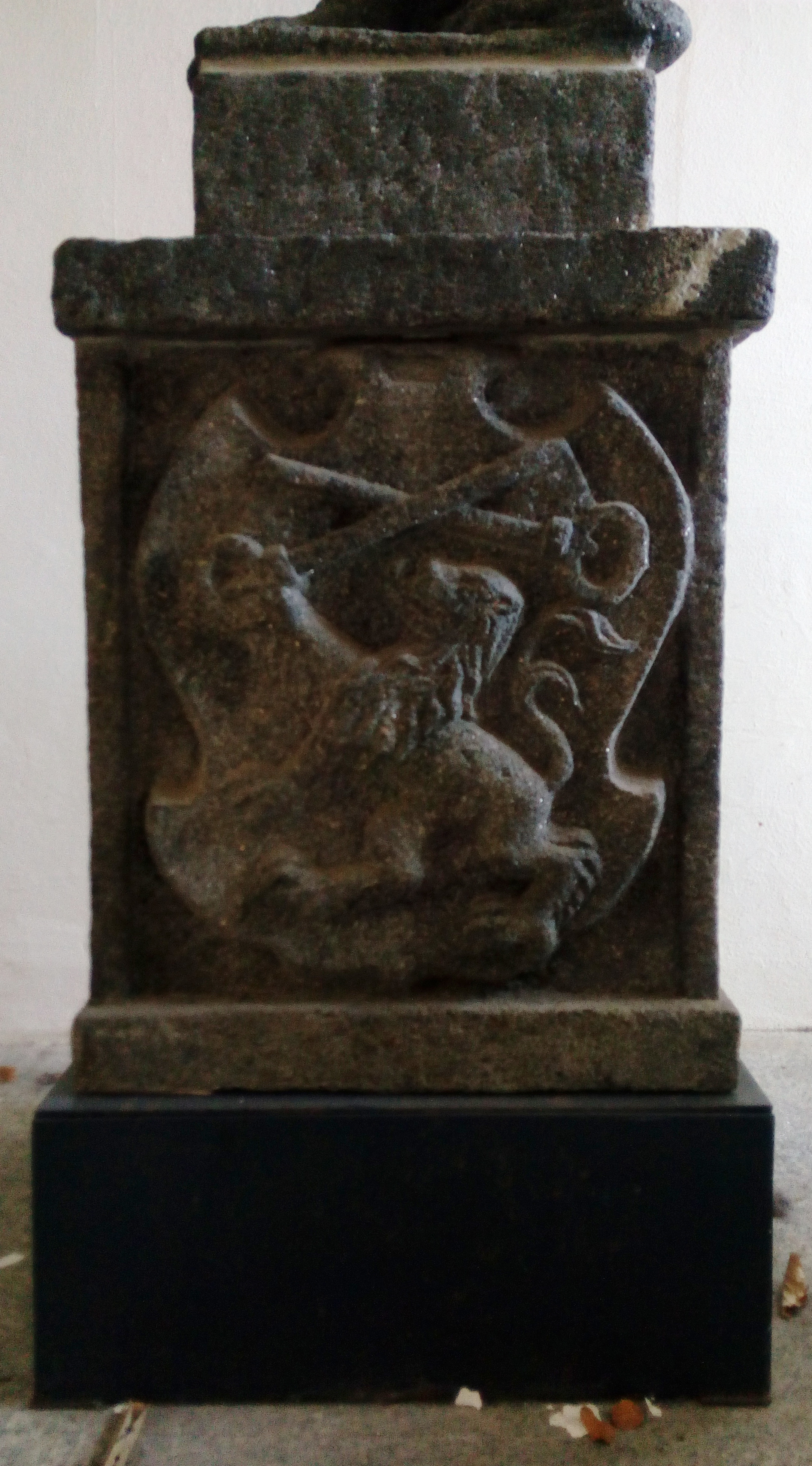
Mestský znak na kašně na soše Spravedlnosti
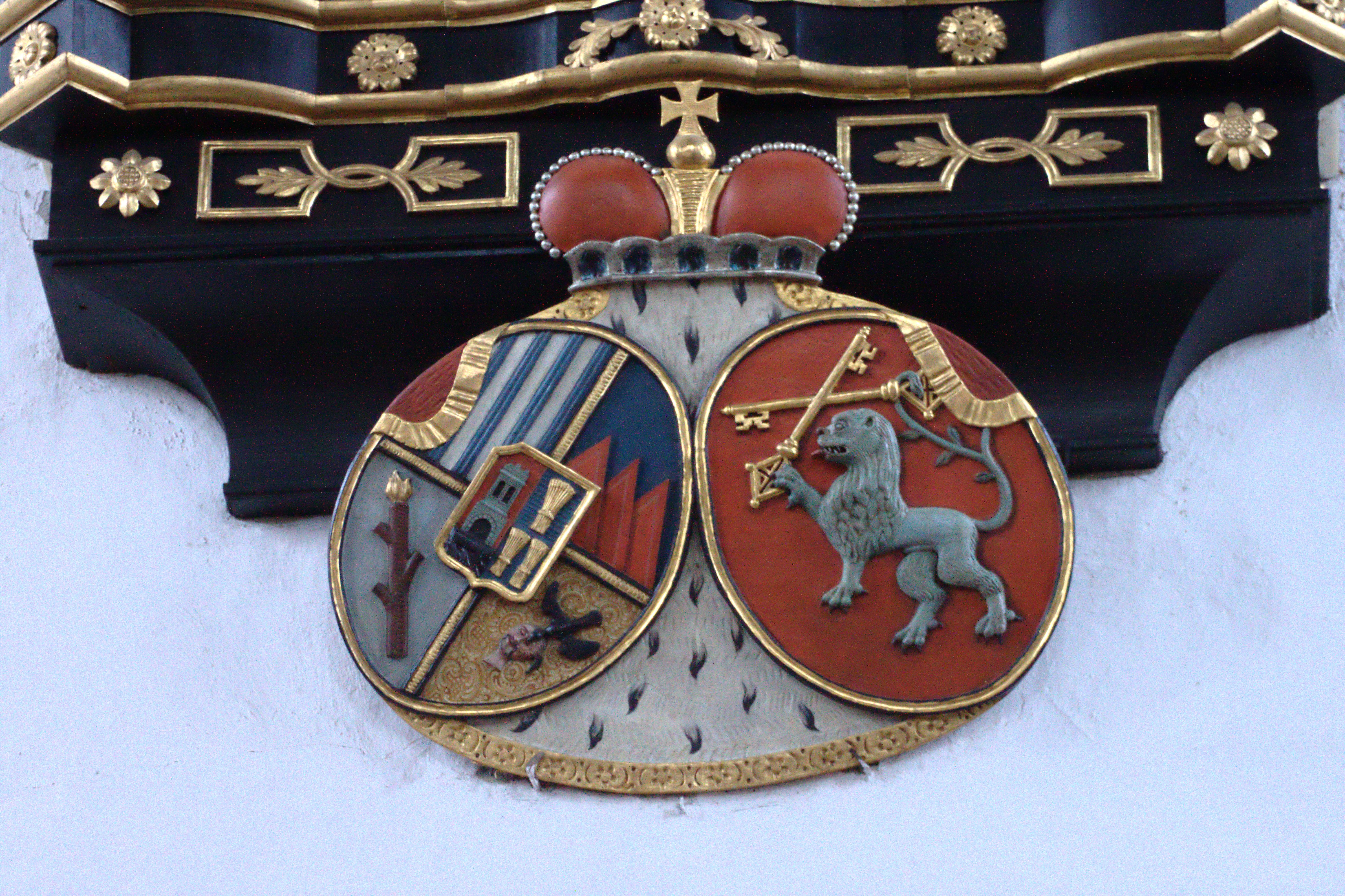
Mestský znak a Schwarzenberský znak v kostele sv. Jakuba
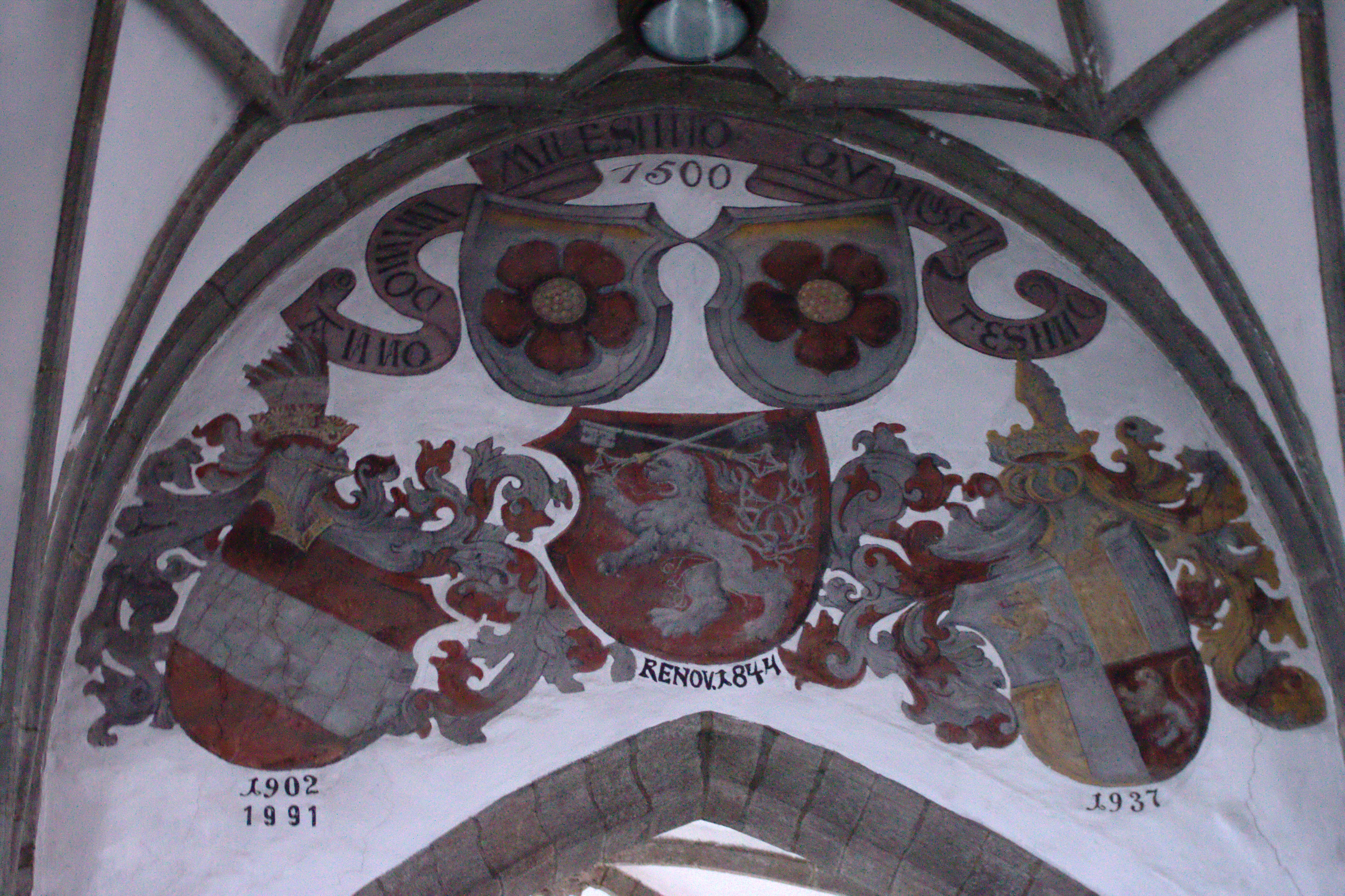
Mestský znak, Rožmberský, Schwarzenberský znak v kostele sv. Jakuba, údaje o obnově

### Mestský znak používaný od roku 1881 do roku 1936 na dalších objektech

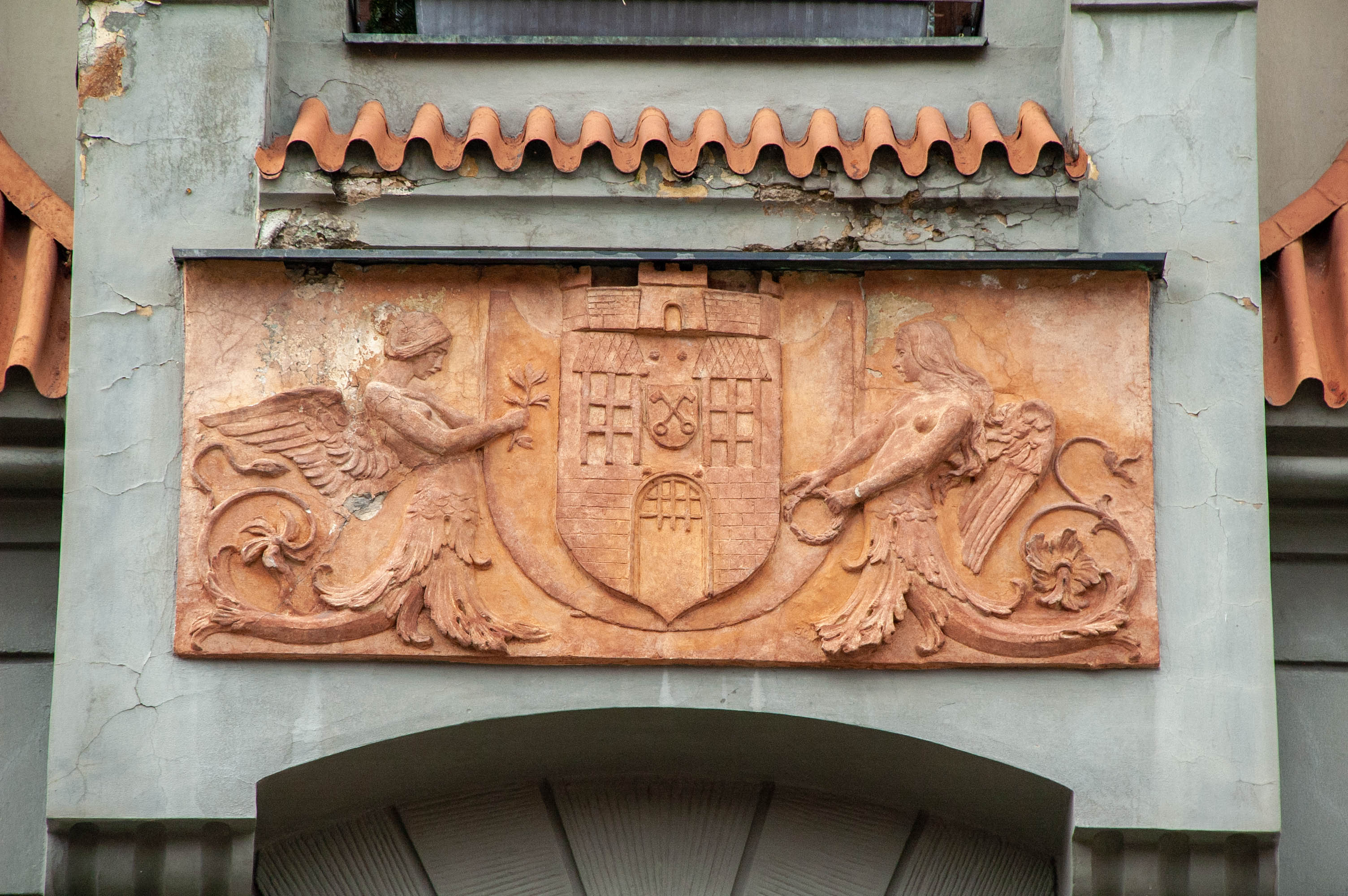
Mestský znak na budově Nové radnice v Prachaticích (1881)
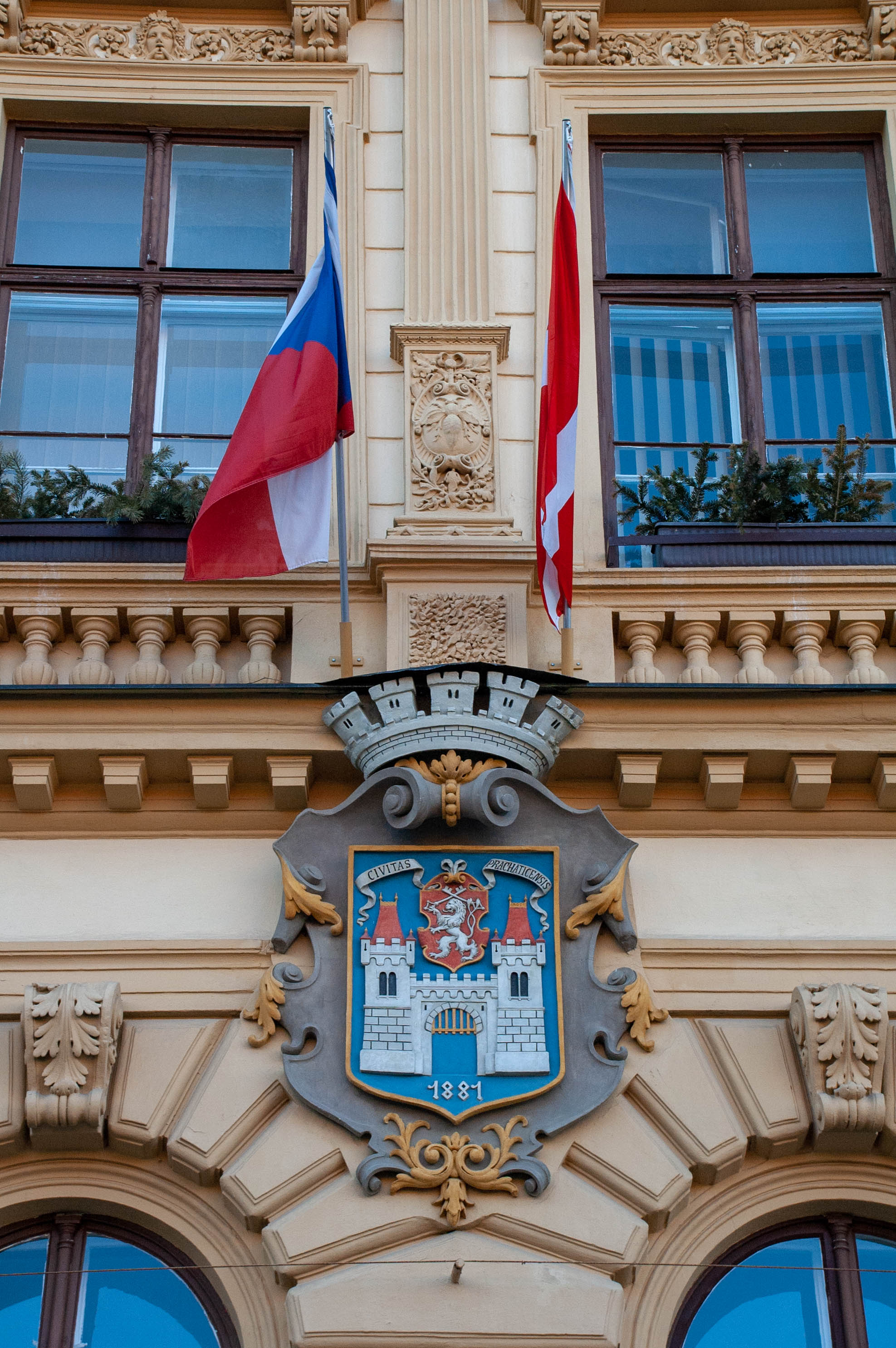
Mestský znak na budově Městského úřadu (1881)
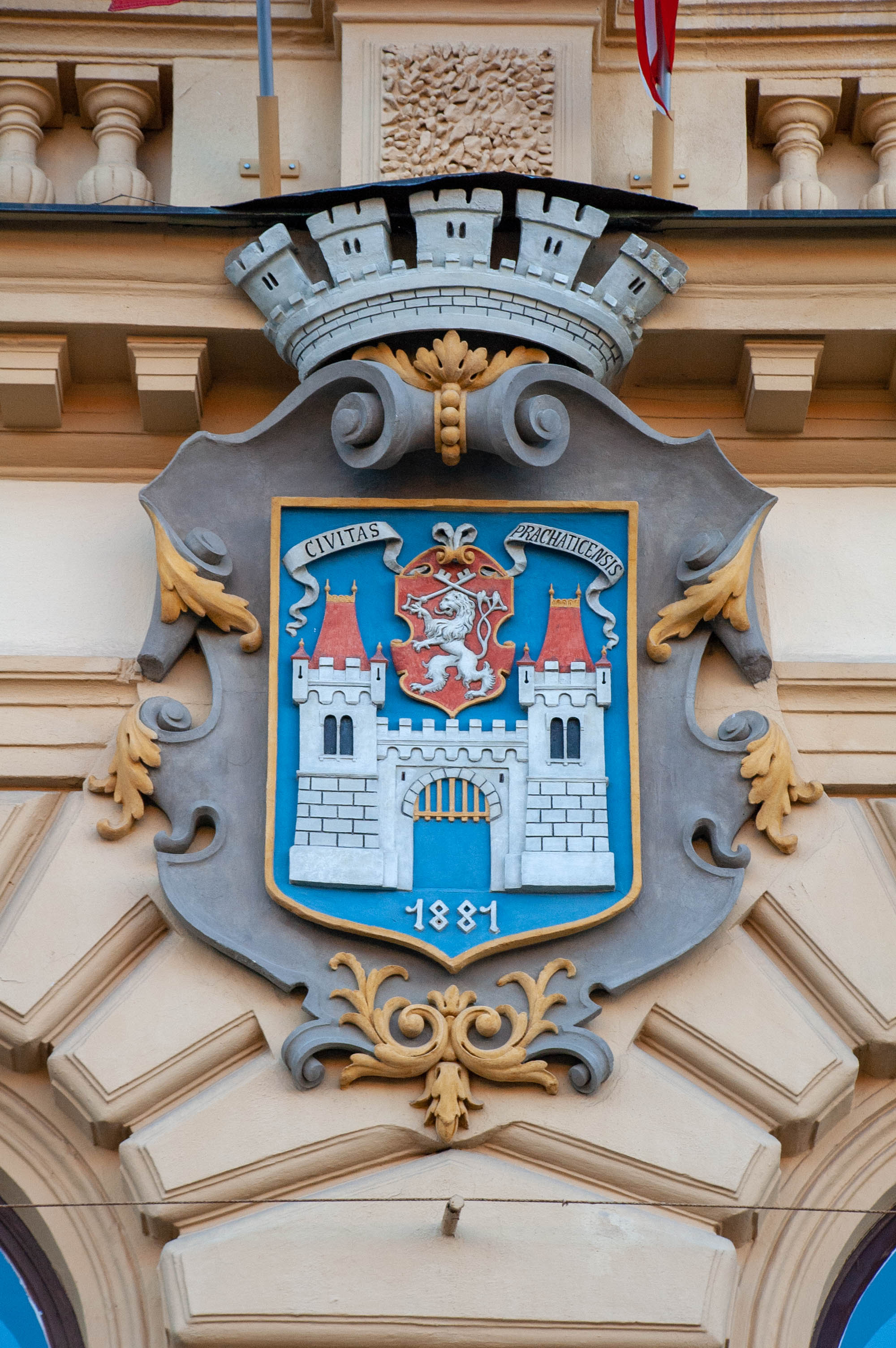
Mestský znak na budově Městského úřadu (1881)

### Mestský znak používaný v současnosti na různých objektech

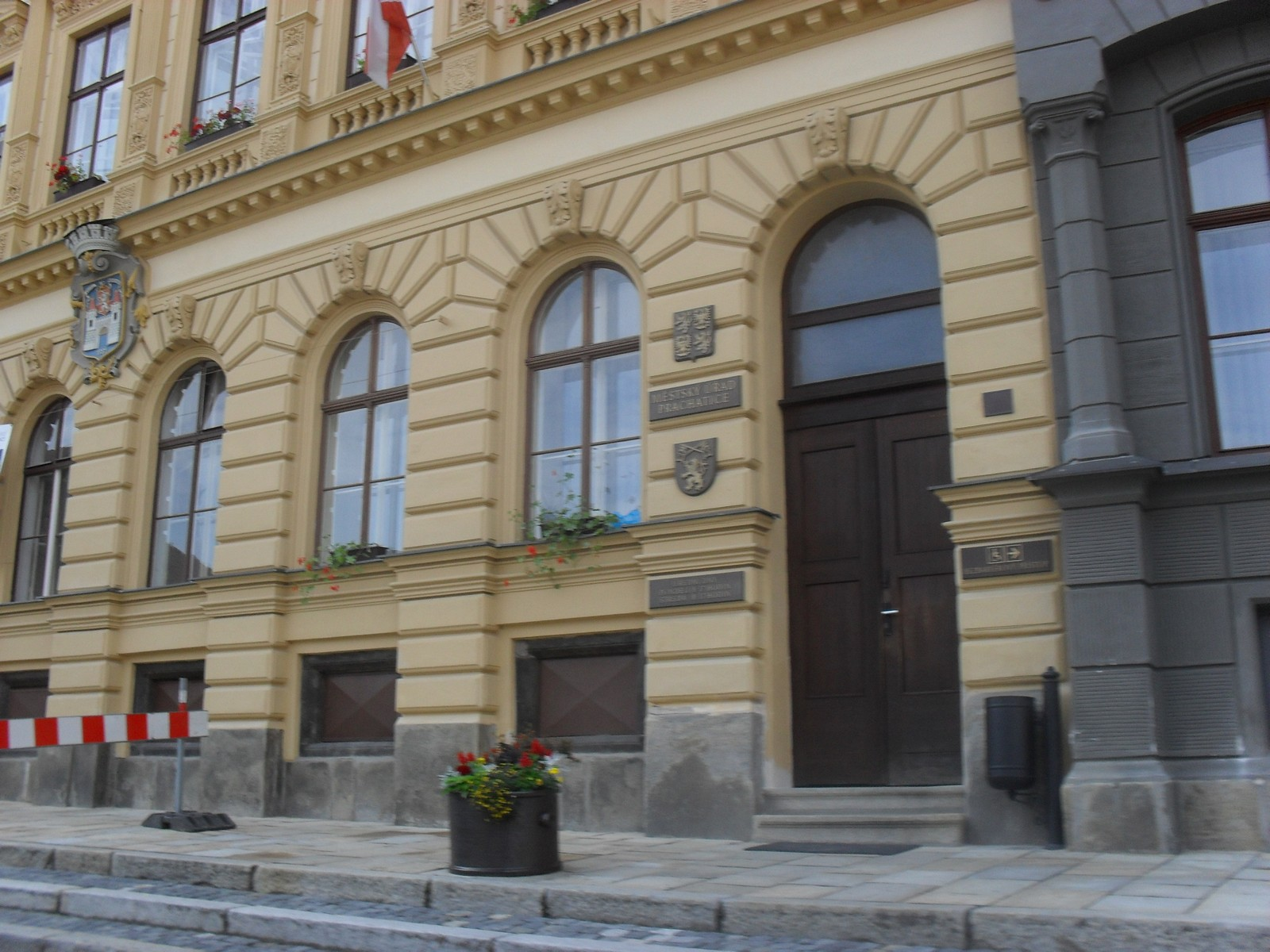
Reliéf znaku na budově Městského úřadu v Prachaticích
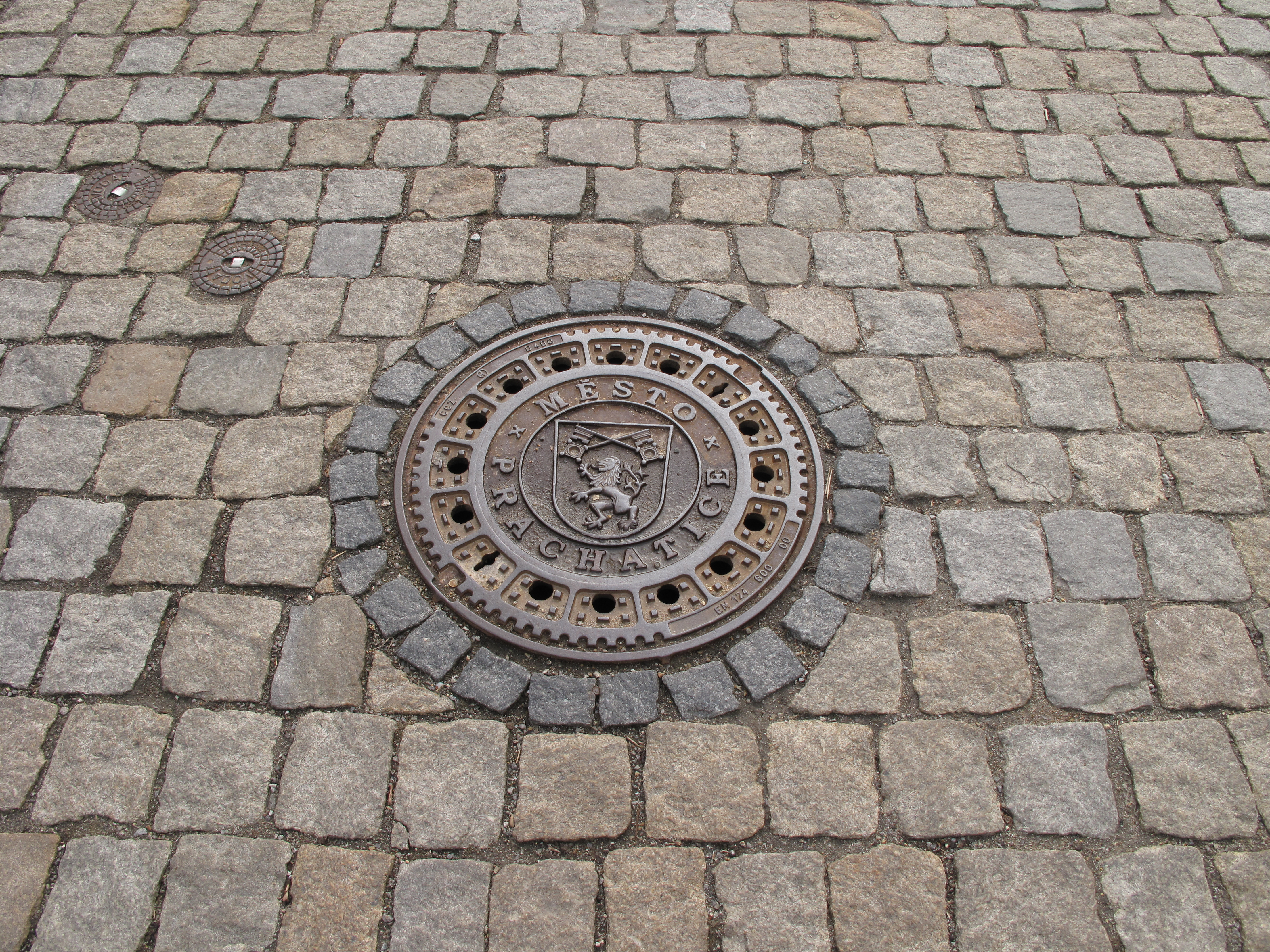
Mestský znak na poklopu v Dolní bráně
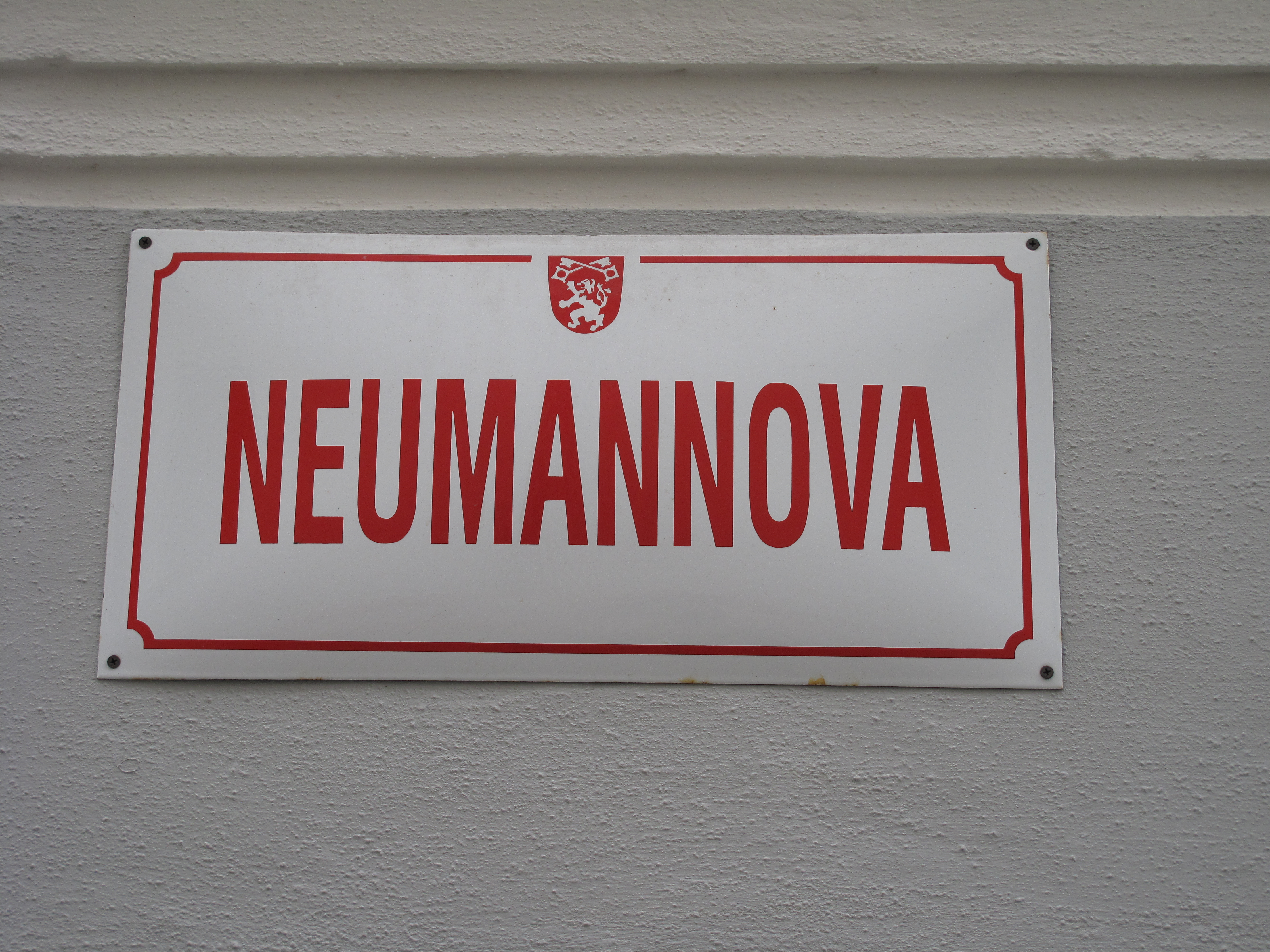
Znak Prachatic na tabuli s názvem ulice Neumannova